# Provincia Bordj Bou Arréridj
Provincia Bordj Bou Arréridj (în arabă ولاية برج بوعريريج) este o unitate administrativă de gradul I (wilaya) a Algeriei. Reședința sa este orașul Bordj Bou Arréridj.